# Кургоминская волость
Кургоми́нская волость — административно-территориальная единица в составе Шенкурского уезда Архангельской губернии. Административный центр — село Яковлевское, деревни Большая Зиновьевская, Заколупино.

## География
Кургоминская волость находилась на северо-востоке Шенкурского уезда, на берегах Северной Двины.  

## История
Кургоминская боярщина была одним из владений в Заволочье новгородского посадника, второго мужа знаменитой Марфы Борецкой, Исаака Андреевича Борецкого. В 1605 году в Важском уезде был образован Кургоминский приход, ранее входивший в состав Топецкого прихода. Главным инициатором отделения был крестьянин Иван Чулок. В 1702 году Пётр I посетил Топсу и Тулгас. В 1719 году в Кургоминской волости Подвинской четверти Важского уезда числилось 18 деревень. В начале XIX века Кургоминская волость вошла в состав Кургоминского удельного приказа, объединившего несколько подвинских волостей. В 1829 году в Тулгасе произошло землетрясение. В 1837 году Кургоминская волость вошла в состав второго полицейского стана Шенкурского уезда. Одиннадцатый уряднический участок находился в заостровской деревне Яковлевская. В 1841 году в Кургоминской волости был открыт сельский банк. В 1858 году по Северной Двине прошли первые пароходы «Юг» и «Двина». Примерно половину населения волости составляли староверы—раскольники. Были они в Борке, Заостровье, Тулгасе, Сельце, были и в Кургоминском приходе. В Кургоминской волости было 3 школы, в которых учились 104 мальчика и 10 девочек. Грамотными были 548 мужчин и 10 женщин. В 1889 году в Кургомени была открыта школа грамоты, которая в 1894 году была преобразована в церковно-приходскую. Школа находилась на частной квартире, детей учила в 1895 году Надежда Козьмина. В 1903 году Кургоминская волость вошла в состав третьего стана Шенкурского уезда. В 1905 году Кургоминская волость состояла из восьми сельских обществ: Верхнеборецкое, Заостровское, Кургоминское, Нижнеборецкое, Селецкое, Топецкое, Троицкое и Тулгасское. Почтовое отделение — Яковлевское. В 1909 году мануфактуры в Кургоминской волости находились в деревнях: Максимовской, Ивановской, Борисовской и Трофимовской. 
В 1911 году из состава Кургоминской волости выделилась Борецкая волость. В 1917 году в Кургоминской волости было 2384 хозяйства. Поголовье скота составляло: крупного рогатого скота 2819 голов, лошадей 1479, овец 8672, коз 6. В среднем на 1 хозяйство приходилось: коров 1,2 гол., лошадей 0,7. В 1918 году из восточной (правобережной) части Кургоминской волости была образована Топецкая волость, куда вошло и Кургоминское общество. 
В начале августа 1918 года волость была захвачена войсками интервентов. 16 августа отряды красных с боями отошли в сторону Пучуги. 23 августа войска красных начали наступление, освободив Борок, Пучугу, Ростовское и Чамово. Однако, к 22 сентября красными были оставлены Тулгас, Заостровье, Сельцо, Борок. В осенних боях в Троице попало в плен много красноармейцев. Они были погружены белыми на баржу, которая была затоплена в Северной Двине. 4 октября 1918 года войска красных начали наступление и в ходе боёв освободили Сельцо, Заостровье, Борок и Троицу. Белые находились в Тулгасе и Кургомени (штаб их располагался в доме В. М. Зыкова), красные — в Топсе и Сельце. В период с января по март 1919 года войска красных предприняли ряд неудачных попыток взять Тулгас. Перед позициями было установлено несколько рядов проволочных заграждений. Из верхних деревень были вывезены люди, а дома сожжены. Такие же сильно укреплённые позиции были в Кургомени. Отряду Селиванова из 66 человек удалось занять Кургомень и продержаться в ней трое суток, не дав противнику угнать коров, лошадей и вторично занять Кургомень. После гражданской войны поголовье скота в Кургоминской волости сократилось: на 1 хозяйство было 0,5 лошади, 0,8 коровы (1920 год). Крестьяне вынуждены были сдавать часть продукции по продразвёрстке: сено, солому, масло, бруснику, клюкву. В 1921 году установлен продналог, включавший в себя поставки зерна, картофеля, масла и яиц. Соли не было, поэтому капусту и грибы не солили. В Топсе после гражданской войны всё ещё не успели отстроиться. В Борке и Топсе свирепствовали тиф и малярия. В 1922 году в Кургомени был организован пункт ликбеза. Постановлением ВЦИК «Об административном делении Архангельской губернии» от 9 июня 1924 года, ходе первого этапа укрупнения волостей, Борецкая и Топецкая волости были включены в состав Кургоминской волости. На 1-е октября 1924 года в Кургоминской волости, после укрупнения, было 6 сельских обществ: Борецкое (д. Горка), Заостровское (с. Яковлевское), Кургоминское (с. Кургомень), Топецкое (с. Ивановское), Троицкое (д. Зиновьевская), Тулгасское (с. Тулгас). В 1924 году в Заостровской и Тулгасской школах были созданы первые отряды пионеров. На 1 января 1926 года в Кургоминской волости было 6 сельсоветов. Центр волости находился в деревне Большая Зиновьевская Топецкого сельсовета. 4 октября 1926 года вышло постановление ВЦИК об укрупнении волостей. По этому постановлению, в ходе второго этапа укрупнения волостей, в состав Кургоминской волости была включена территория, упразднённой Ростовской волости. В 1928 году вышло постановление ВЦИК о перенесении центра Кургоминской волости из деревни Большая Зиновьевская в топецкую деревню Заколупино (Жеребцовская, Заколуповская).
В 1929 году, после ликвидации губернско-уездно-волостного административного деления, из северной части Шенкурского уезда (Кургоминская и Устьважская волости и Кицкий сельский совет Шеговарской волости) был создан Березницкий район в Архангельском округе Северного края. Территория упразднённой Кургоминской волости вошла в состав Кургоминского, Топецкого, Борецкого, Селецкого, Троицкого, Заостровского и Тулгасского сельсоветов Березницкого (Березниковского) района.

## Современное положение
Ныне, территория бывшей Кургоминской волости занимает южную часть Виноградовского района Архангельской области, входя в состав Рочегодского сельского поселения, Заостровского сельского поселения, Борецкого сельского поселения.

## Демография
В 1785 году в Кургоминской волости проживало 648 человек. В 1888 году было 8840 человек. В 1917 году в Кургоминской волости в 141 населённом пункте проживало 11830 человек обоего пола. В 1920 году в Кургоминской волости было 12601 человек. По переписи населения 1926 года в Кургоминской волости проживало 16834 человека.